# He Sleeps in a Grove
He Sleeps in a Grove (рус. Он спит в роще) — первый сингл финской симфо-пауэр-метал-группы Amberian Dawn, выпущенный 13 мая 2009 год. Также является второй песней на втором студийном альбоме группы, The Clouds of Northland Thunder.

## Видеоклип
Видеоклип на песню "He Sleeps in a Grove" был снят в 2009 году. Это третий клип группы после "River of Tuoni" и "My Only Star". Клип снят в стиле фильмов ужасов начала XX века, здесь человек убегает от преследующего его чёрного всадника.